# 河村尚子
河村 尚子（かわむら ひさこ、1981年5月10日- ）は、日本のクラシック音楽のピアニスト。

## 略歴
1981年に兵庫県西宮市に生まれる。父親の仕事の都合で5歳で渡独し、ピアノを学ぶ。ハノーファー音楽演劇大学でウラジミール・クライネフに師事。2007年までにゾリステンクラッセ修了。この他に、澤野京子、マウゴルジャータ・バートル・シュライバーに師事。
これまでにNHK交響楽団、読売日本交響楽団、日本フィルハーモニー交響楽団、東京都交響楽団、東京交響楽団、京都市交響楽団、兵庫芸術文化センター管弦楽団、名古屋フィルハーモニー交響楽団、関西フィルハーモニー管弦楽団、広島交響楽団、仙台フィルハーモニー管弦楽団、群馬交響楽団、チューリッヒ・トーンハレ管弦楽団、チェコ・フィルハーモニー管弦楽団、バイエルン放送交響楽団、バーミンガム市交響楽団、モスクワ・ヴィルトゥオージ、スロヴェニア・フィルハーモニー管弦楽団、マンハイム国立劇場管弦楽団、ミュンヘン室内管弦楽団、ウィーン交響楽団、ベルン交響楽団、ローザンヌ室内管弦楽団、モスクワ放送交響楽団、ウクライナ国立フィルハーモニー管弦楽団ほかと共演した。
2019年には、2年がかりで「ベートーヴェン：ピアノ・ソナタ・プロジェクト」に取り組み、自ら厳選した14のソナタを全4回のリサイタルで披露した。同年公開の映画「蜜蜂と遠雷」では、栄伝亜夜役のピアノ演奏を担当した。
現在、ドイツ・エッセンのフォルクヴァンク芸術大学教授、東京音楽大学特任講師。2024年に河村はデビュー20周年を迎える。

## 受賞歴
- ドイツ青少年音楽コンクール 1994年 第1位
- セニガリア・ヤング・アーティスト・コンペティション[12] 1995年 入選
- ドイツ青少年音楽コンクール 1996年 第1位
- エットリンゲン青少年国際音楽コンクール 1996年 Category B 第3位
- カルレ市国際ピアノコンクール 1998年 Category A 第2位 及び Category B 第1位
- ダルムシュタット・ショパン国際ピアノコンクール 1999年 第1位
- ヴィオッティ国際音楽コンクールピアノ部門 2001年 第1位
- 中国上海国際ピアノコンクール 2001年 第5位
- アレッサンドロ・カーサグランデ国際ピアノコンクール  2002年 第1位[13]
- ピアノ・キャンパス 2002年 第2位
- コンクール・ゲーザ・アンダ 2003年 第3位
- エリザベート国際音楽コンクールピアノ部門 2006年 入選
- ミュンヘン国際音楽コンクールピアノ部門 2006年 第2位
- クララ・ハスキル国際ピアノコンクール 2007年 第1位[14]
- 出光音楽賞 2009年
- 新日鉄音楽賞フレッシュアーティスト賞 2009年
- 日本ショパン協会賞 2009年
- 芸術選奨新人賞 2012年[15]
- ホテルオークラ音楽賞 2013年
- 第32回ミュージック・ペンクラブ音楽賞クラシック部門独奏・独唱部門賞 2019年[16]
- 第12回CDショップ大賞2020クラシック賞 2019年[17]
- 第51回サントリー音楽賞 2019年度[18]

## ディスコグラフィー
- 2006年10月12日 - 「Schumann & Schubert」(Audite 92.512 SACD)
- 2008年4月29日 - Mozart: Piano Sonata K.576; Schubert: Piano Sonata D.959; Prokofiev: Piano Sonata No.2 Op.14 (DAS001)
- 2009年3月25日 - 「夜想(ノットゥルノ)～ショパンの世界」(BVCC-31115)
- 2009年8月28日 - Hisako Kawamura (Edition Ruhr Piano Festival, Vol. 22)
- 2010年9月29日 - トッパンホールライヴシリーズ vol.5「シューマン:ピアノ五重奏曲」(COCQ-84837)
- 2010年11月25日 - 京都市交響楽団 定期演奏会ライブシリーズ1「ラフマニノフ:パガニーニの主題による狂詩曲」(KSOL-1001A)
- 2011年9月21日 - 「ショパン:ピアノソナタ第3番&シューマン:フモレスケ」(SICC-10112)
- 2013年10月23日 - 「ショパン:バラード、リスト編曲集」(SICC-10191)
- 2014年9月24日 - 「ラフマニノフ:ピアノ協奏曲第2番、チェロソナタ」(SICC-10214)
- 2018年4月25日 - 「ショパン:24の前奏曲&幻想ポロネーズ」(SICC-19009)
- 2018年9月7日 - Mozart: Concerti「モーツァルト:ピアノ協奏曲第21番」(COV91812)
- 2019年4月10日 - 「ベートーヴェン:ピアノソナタ集1 悲愴&月光」(SICC-19041)
- 2019年9月4日 -  映画 蜜蜂と遠雷「河村尚子plays栄伝亜夜」(SICC-39031)
- 2019年10月2日 - 「ベートーヴェン:ピアノソナタ集2 熱情&ワルトシュタイン」(SICC-19044)[19]
- 2020年12月16日 - 「ベートーヴェン:ピアノソナタ集3 ハンマークラヴィーア＆告別」(SICC-19052)[20]
- 2024年9月18日 - 「20 -Twenty- 」(SICC-19080)